# Podolasia emarginata
Podolasia emarginata är en skalbaggsart som beskrevs av Henry Fuller Howden 1954. Podolasia emarginata ingår i släktet Podolasia och familjen Melolonthidae. Inga underarter finns listade i Catalogue of Life.